# 총잡이 링고
《총잡이 링고》(영어: A Pistol for Ringo)/이탈리아어: Una pistola per Ringo)는 1965년에 제작된 이탈리아 영화이다.

## 출연
- 줄리아노 젬마 - 링고
- 로렐라 데 루카 - 루비
- 조지 마틴 - 벤
- 페르난도 산초 - 산초
- 니브즈 나바로 - 돌로레스

## 한국판 성우진 (MBC, 1989년 4월 1일)
- 박일 - 링고(줄리아노 젬마)
- 신성호 - 벤(조지 마틴)
- 김기현 - 산초(페르난도 산초)
- 최성우 - 루비(로렐라 데 루카)
- 이영달 - 산초의 동료(두치오 테사리)
- 김은영 - 돌로레스(니브즈 나바로)
- 박태호 - 은행장(후안 카잘리야)
- 김명수 - 팀(마누엘 무니스)
- 이도련 - 루비의 아버지(안토니오 카사스)
- 최상기 - 산초의 동료(미구엘 페드레고사)
- 박인숙 - 하녀(다나 기아)
- 이종오 - 산초의 동료(프란시스코 가바리)
- 이성 - 대령(프란시스코 산즈)
- 이선호 - 멕시코 아이(파블리토 알론소)
- 김강산 - 은행 직원(후안 토레스)
- 황윤걸 - 페트로(호세 마누엘 마르틴)